# ایگل (آلاسکا)
ایگل (به انگلیسی: Eagle) شهری در ناحیه سرشماری ساوت‌ایست فیربنکس، آلاسکا ایالت آلاسکا است که جمعیت آن در سرشماری سال ۲۰۰۰ میلادی ۱۲۹ نفر بوده‌است.